# Yangang
Yangang (kinesiska: 鄢岗, 鄢岗镇) är en köping i Kina. Den ligger i provinsen Henan, i den centrala delen av landet, omkring 340 kilometer sydost om provinshuvudstaden Zhengzhou. Antalet invånare är 28 475. Befolkningen består av 14 553 kvinnor och 13 922 män. Barn under 15 år utgör 29,0 %, vuxna 15-64 år 56 %, och äldre över 65 år 14,0 %.
Genomsnittlig årsnederbörd är 1 445 millimeter. Den regnigaste månaden är juli, med i genomsnitt 258 mm nederbörd, och den torraste är januari, med 34 mm nederbörd.